# Jacana noir
Jacana jacana
Espèce
Statut de conservation UICN

 LC  : Préoccupation mineure
Le Jacana noir (Jacana jacana) est une espèce d'oiseaux limicoles de la famille des Jacanidae.

## Description

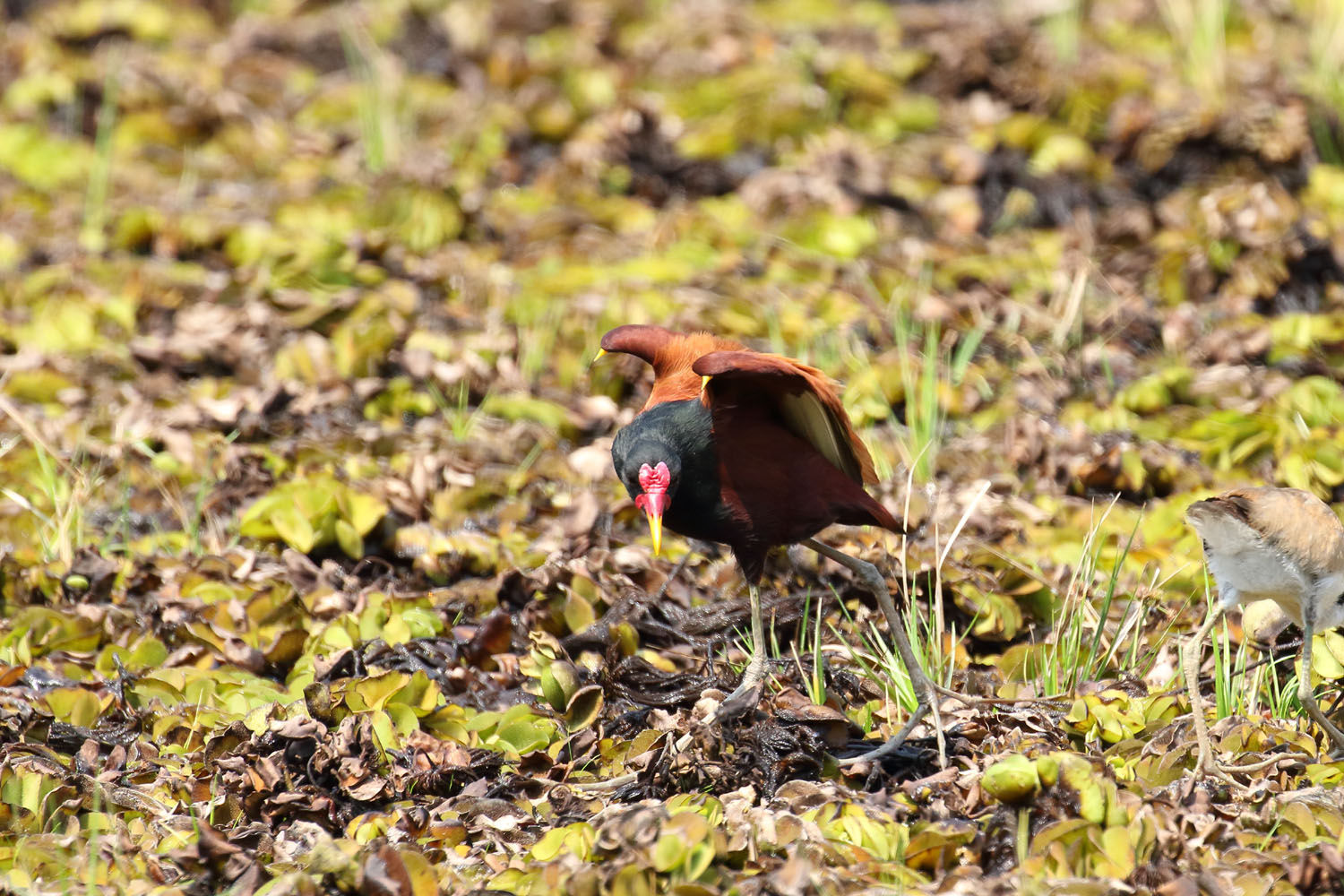
Éperons visibles sur un jacana noir, Pantanal, Brésil

Le Jacana noir est un petit oiseau de 17 à 25 centimètres de longueur avec de longues pattes gris doré aux doigts mesurant quatre centimètres. Les doigts lui permettent de répartir le poids de son corps de façon à pouvoir se promener sur la végétation aquatique. Il pèse en moyenne de 90 à 125 grammes, mais la femelle, beaucoup plus grande que le mâle, arrive même à peser 150 grammes.
Généralement, il est noir avec le dos châtain, quand il est en vol on remarque vite la couleur jaune des rémiges (la sous-espèce Jacana jacana scapularis a le plumage entièrement noir). Le bec est jaune, et on remarque à sa base des barbillons rouges. Sur le bord antérieur des ailes ressort un petit éperon, typique de l'espèce. il a un bec crochu coloré de jaune.

## Alimentation

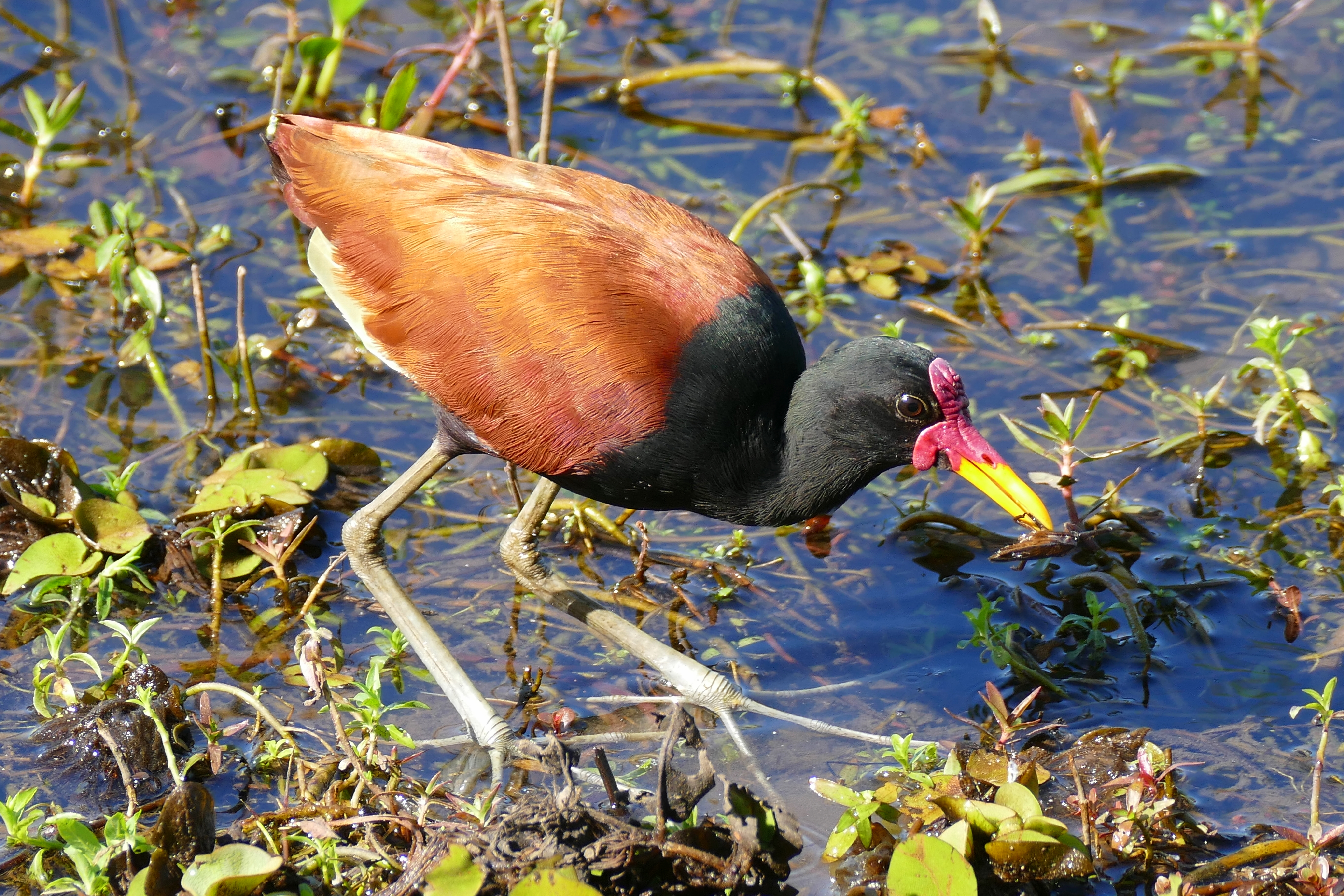
Jacana mangeant un insecte aquatique (Mato Grosso, Brésil)

En se promenant sur l'eau, le jacana se procure la nourriture nécessaire à sa subsistance. Il chasse surtout des insectes et d'autres petits invertébrés, mais prélève aussi les grains de riz qui flottent sur la surface.

## Reproduction
Chez cette espèce, ce sont les femelles, plus grandes que les mâles, qui combattent pour pouvoir s'accoupler. Les combats sont violents : les éperons sur les ailes infligent quelquefois de graves blessures. Lorsqu'une femelle gagne le combat, elle a la possibilité de s'accoupler avec plusieurs mâles (jusqu'à trois).
Chaque mâle construit ensuite un nid flottant, couve les œufs qui sont en général quatre, bruns tachés de noir, et élève les petits jusqu'au sevrage. Entretemps, la femelle défend le territoire des possibles intrus. Les poussins sont complètement blancs dans la partie inférieure du corps et brun grisâtre dans la supérieure.

## Répartition et sous-espèces

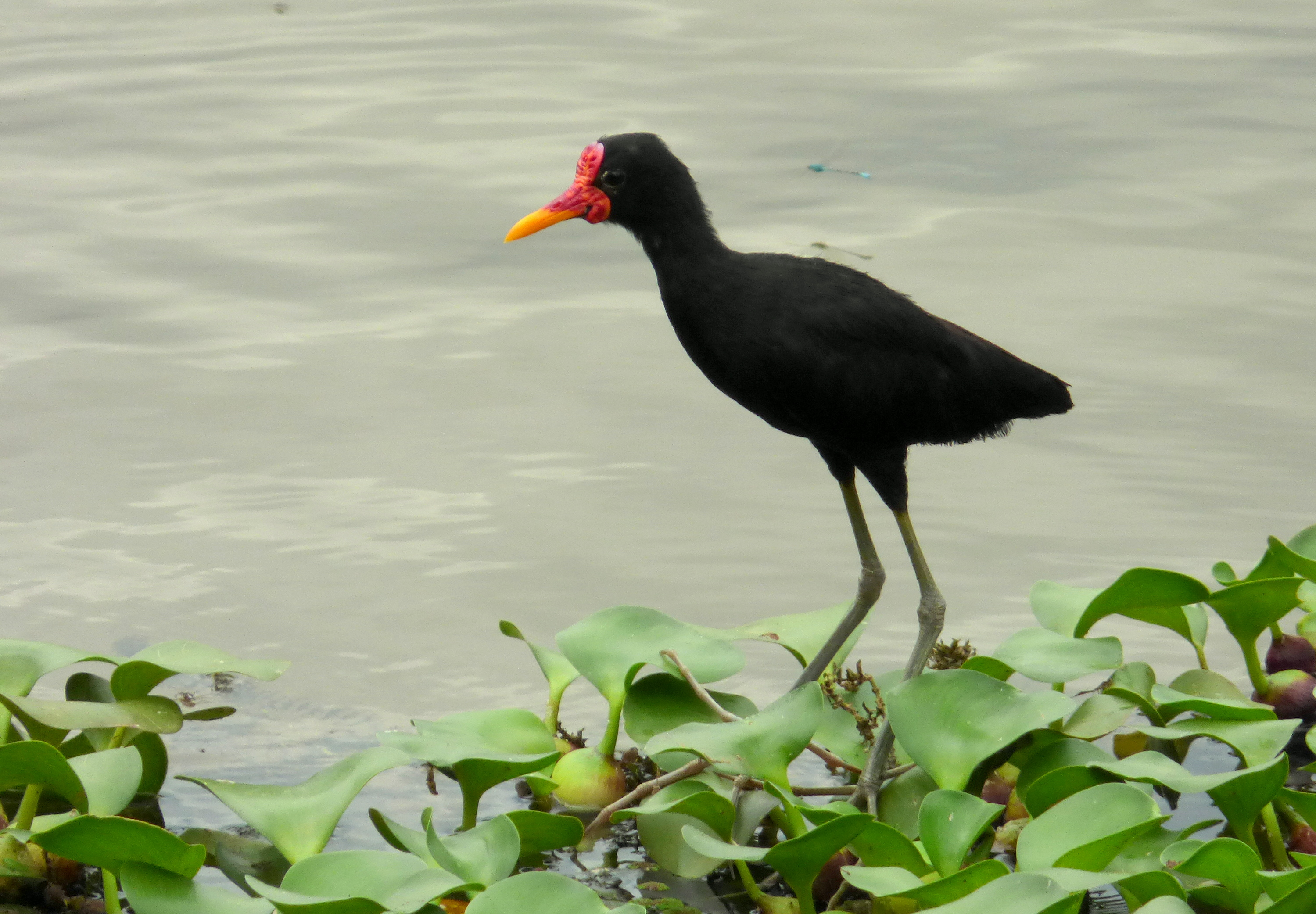
La sous-espèce J. j. hypomelaena.

Selon la classification de référence du Congrès ornithologique international (15.1, 2025) il se répartit en six sous-espèces (ordre philogénique) :
- J. j. hypomelaena (G.R. Gray, 1846) — du Panama au nord de la Colombie ;
- J. j. melanopygia (Sclater, 1857) — de la Colombie à l'ouest du Venezuela ;
- J. j. intermedia (Sclater, 1857) — Venezuela ;
- J. j. jacana (Linnaeus, 1766) — répandu à travers l'Amérique du Sud (à l'est des Andes jusqu'au sud de la pampa) ;
- J. j. scapularis Chapman, 1922 — ouest de l'Équateur ;
- J. j. peruviana Zimmer, 1930 — bassin aval du río Ucayali.